# Ginette Mfutila
Ginette Mfutila Makiese (ur. 20 kwietnia 1988 w Kinszasie) – kongijska koszykarka występująca na pozycjach silnej skrzydłowej lub środkowej, reprezentantka kraju, obecnie zawodniczka Reims Basket.
7 czerwca 2019 została zawodniczką Enei AZS Poznań.

## Osiągnięcia
Stan na 28 sierpnia 2020, na podstawie, o ile nie zaznaczono inaczej.
Drużynowe
- Mistrzyni:
  - Demokratycznej Republiki Konga (2011 – 3x)
  - Algierii (2017, 2018)
  - Nigerii (2018)
- Wicemistrzyni Kinszasy (2009 – 2x)
- Brąz klubowego Pucharu Afryki (2018)
- Zdobywczyni pucharu Algierii (2018)

Indywidualne
(* – nagrody przyznane przez afrobasket.com)
- Najlepsza skrzydłowa klubowego pucharu Afryki (2018)*
- Zaliczona do:
  - I składu klubowego Pucharu Afryki (2018)[4]
  - składu honorable mention klubowego Pucharu Afryki (2017)*
- Liderka w zbiórkach klubowego Pucharu Afryki (2017)

### Reprezentacja
Seniorek
- Uczestniczka:
  - mistrzostw Afryki (2011 – 7. miejsce, 2017 – 9. miejsce)
- Mistrzyni Afryki strefy 4 (kwalifikacje do Afrobasketu – 2009, 2011, 2013)

Młodzieżowe
- Brązowa medalistka mistrzostw Afryki U–18 (2006)
- Liderka w blokach mistrzostw Afryki U–18 (2006)